# Scott Freeman
Scott Justin Freeman (Dallas, Texas, 20 de junio de 1979) es un actor de doblaje estadounidense retirado. Es conocido por su trabajo por  Funimation a las adaptaciones de anime por ejemplo dobló a dos personajes notables como Issei Hyodo en High School DxD e Inglaterra en Hetalia: Axis Powers.

## Problemas legales
El 5 de abril de 2014, Freeman fue arrestado por ocho cargos de posesión de pornografía infantil. En julio de 2015, Freeman se declaró culpable y fue condenado a tres años en el Departamento de Justicia Criminal de Texas. Debido a esto, Funimation anunció que había terminado su relación con Freeman, y sus papeles en curso fueron sustituidos por otros actores de voces. Freeman cumplió su condena en la Unidad Joe F. Gurney en el condado de Anderson, Texas, hasta que obtuvo la libertad condicional en 2018. Freeman vivió en Papillion, Nebraska desde 2018 hasta 2020. Actualmente vive en Grove, Oklahoma. Se desconoce su actividad actual.

## Filmografía

### Videojuegos
- Borderlands: The Pre-Sequel - Doctor Minte, Ascended Eternal #2, Lazlo, Saint, TR4-NU[7]
- SMITE - Agni, Thanatos